# 플로든 전투
플로든 전투(Battle of Flodden)는 잉글랜드 왕국과 스코틀랜드 왕국 사이에 일어난 전투 중 하나이며, 잉글랜드의 승리로 끝이 났다. 이 전투는 1513년 9월 9일 잉글랜드 북부 노섬벌랜드 주의 브렉스턴에서 발생했으며, 침입해오는 제임스 4세의 스코틀랜드군과 서리 백작이 지휘하는 잉글랜드군 사이의 전투였다. 투입된 병력면에서 이 전투는 두 왕국 사이에 일어난 전투 중 가장 규모가 컸다. 제임스 4세는 전투 중 전사했으며, 브리튼 제도 출신의 왕 중 마지막으로 전사한 왕이 되었다.

## 배경
이 전투는 헨리 8세의 잉글랜드군이 프랑스의 왕 루이 12세를 상대로 원정을 벌이자, 프랑스와 맺은 올드 동맹를 지키기 위해 스코트인의 왕 제임스 4세가 잉글랜드에 선전포고를 하면서 시작됐다. 헨리 8세 역시도 스코틀랜드의 대영주라 칭하면서 오랜 상처를 열어재꼈고, 이것은 스코틀랜드인들과 왕을 분노케 하였다. 이 당시 잉글랜드는 프랑스에게서 이탈리아와 교황을 지키려는—캉브레 동맹 전쟁에서 "가톨릭 동맹"의 국가로서 개입했다 (이탈리아 전쟁 보기).
메헬렌 조약에서 반프랑스 동맹에 이미 서명했던 교황 레오 10세는 1513년 6월 28일에 잉글랜드와의 평화 조약을 깨트린 것에 교회적 견책을 가하면서 위협을 하는 문서를 제임스에게 보냈고, 그 후 제임스는 추기경 제임스 베인브릿지 의해 파문당했다. 제임스 또한 루이 11세의 선박에 참여하기 위해서 선원들을 모아 그레이트 마이클함을 포함한 함선에 보냈다.

헨리는 테루안 공성전에서 신성 로마 황제 막시밀리안과 함께 프랑스에 있었다. 7월 26일에 스코틀랜드의 라이언 문장관이 들어있는 제임스 4세의 문서를 그에게 가져왔다. 제임스는 프랑스를 공격하는 것이 조약 위반이기에 공격을 하는걸 중단할 것을 요청을 했다. 공성중이던 8월 11일 헨리의 천막에서 아일레이 전령관 또는 라이언 문장관. 전령관의 답변 내용이 기록되어있다. 전령관은 헨리가 테루안에 대한 모든 노력을 포기하고 돌아갈 것을 발표했다. 분노한 헨리는 제임스가 그를 불러들일 권리가 없으며, 자신의 누이 마거릿과 결혼한 제임스가 잉글랜드의 동맹이 되어야 한다고 말했다. 그리고 그는 선언했다:
너의 주인이 나에게 권고한 것에 대한 결론으로 만약 그가 내 왕국을 침입하거나 나의 땅에 발을 들일만큼 강인하다면 나는 종전에 시작했던 어떤 일들과 같이 그를 지치게 만들어 줄 것이라 전해라. 그리고 나는 잉글랜드의 왕이기에 그에게 할 수 있는 말로서 그의 왕국에 포함된 어떤 왕이나 공작들과 협상이 절대 없을 것이라는 한가지 믿음을 그에게 보장한다. 게다가 나는 잘못된 취급을 당하고 있는 나의 누이를 빼면 아무 것도 신경쓰지 않으며, 그녀가 협상 조건에 있다하더라도 스코트 왕에게 1 페니도 지불하지 않을 거다.
 헨리는 또한 8월 12일에 제임스가 실수를 저질렀고 잉글랜드에 대한 어떤 시도들도 이뤄지지 않을 것이라는 서신을 써서 답장했다. 1508년 “사생아” 존 헤런 (John "The Bastard" Heron)에게 살해당한 스코틀랜드 동부 변경 관리자 로버트 커 (Robert Ker)의 죽음을 이유 삼아, 제임스는 대략 30,000명을 이끌고 침입을 하였다. 하지만 양측 모두 다 이 분쟁에 오랜 준비를 해오고 있었다. 헨리 8세는 예상했던 침입에 대응해 병력과 포병들을 잉글랜드 북서쪽에 조직해놨다. 일부 대포는 사보이아 공작부인 오스트리아의 마르가레테가 스코틀랜드에 사용하기 위해 반환한 것들이였다. 1년전 서리 백작 토머스 하워드는 북부 사령관으로 임명되었으며 성 게오르기우스 십자와 웨일스의 적룡이 있는 깃발을 지급받았다. 스코틀랜드 국경 소수의 경기병들만이 프랑스에 파병됐을 뿐이였다. 북부 군대는 포병들을 유지했고 1513년 7월 21일에 비용이 나갔다. 처음 지휘관들은 램베스에서 징집되었다. 병사들 중의 상당수가 튜더 가문의 색인 녹색과 하얀색 옷을 입었다. 서리 백작은 7월 돈캐스터로 진격했고 그 후 폰테프랙트로 가 잉글랜드 북쪽 지역에서 병력들을 더 모았다.

## 침입

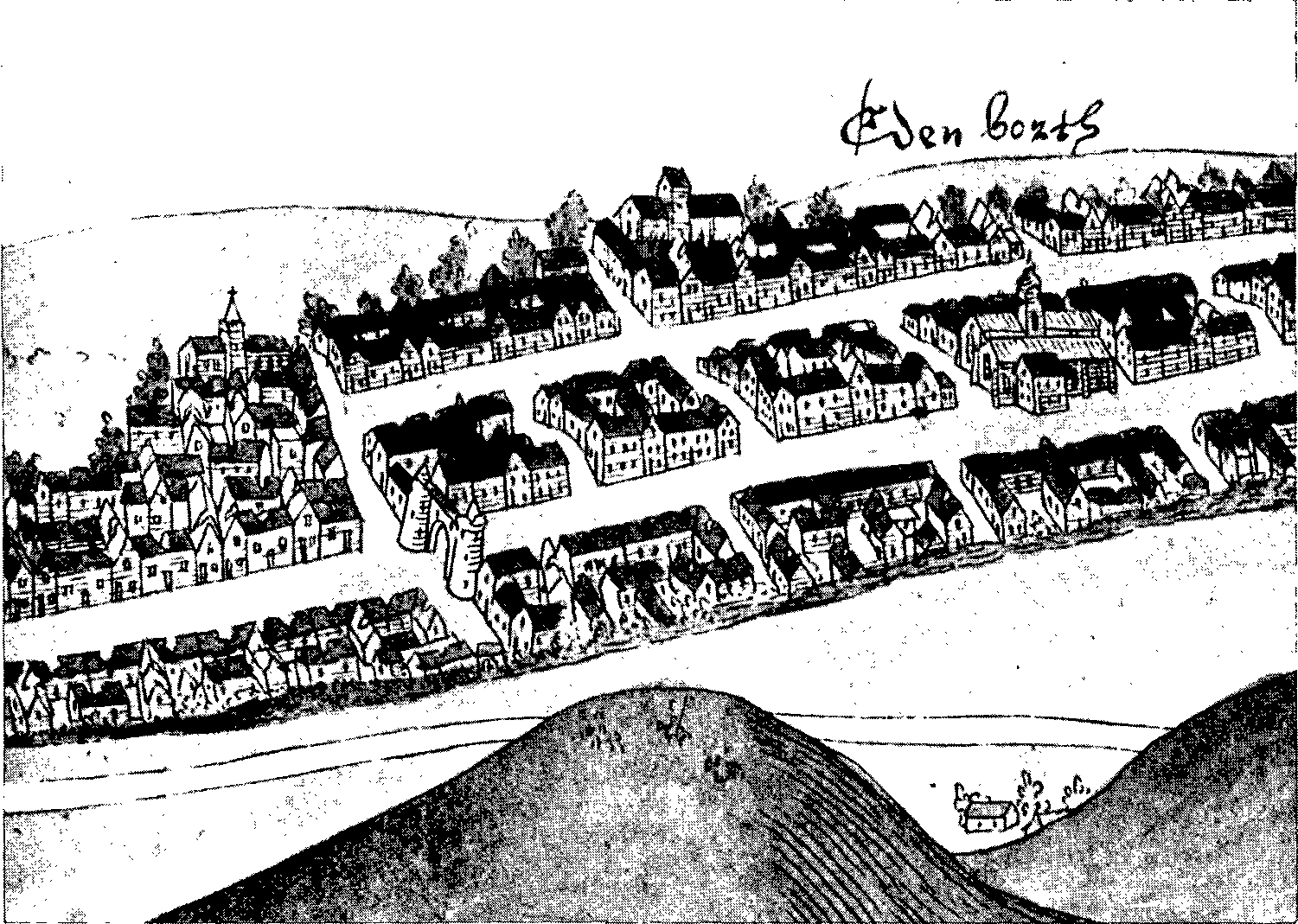
남쪽을 대려다본 1544년 에든버러 스케치, 네더보우 항구 (Netherbow Port)를 장세히 보여주고 있음

8월 18일 에든버러성의 대포 5개가 내려져 잉글랜드 침공 준비를 위해 빌린 소들에게 이끌려 세인트 메리 길목의 네더보우 항구로 옮겨졌다. 8월 19일에 두 대의 ‘중 컬버린’, 4대의 ‘pickmoyance 컬버린’, 6대의 (중간 크기) 컬버린’이 포수 로버트 보스윅 (Robert Borthwick)과 최고책임 목수 존 드럼먼드가 함께 뒤따랐다. 스코틀랜드의 왕은 준비해놓은성 마거릿과 성 앤드루의 문장 두 개를 급히 야밤에 올렸다.
아라곤의 캐서린이 잉글랜드의 섭정이였다. 8월 27일에 그녀는 잉글랜드내 스코틀랜드인들의 재산을 압류할 것이라는 문서를 발표했다. 9월 3일에 침공 소식이 들려오자, 그녀는 토머스 러벌에게 미들랜즈내 군대를 모으라고 명령하였다.

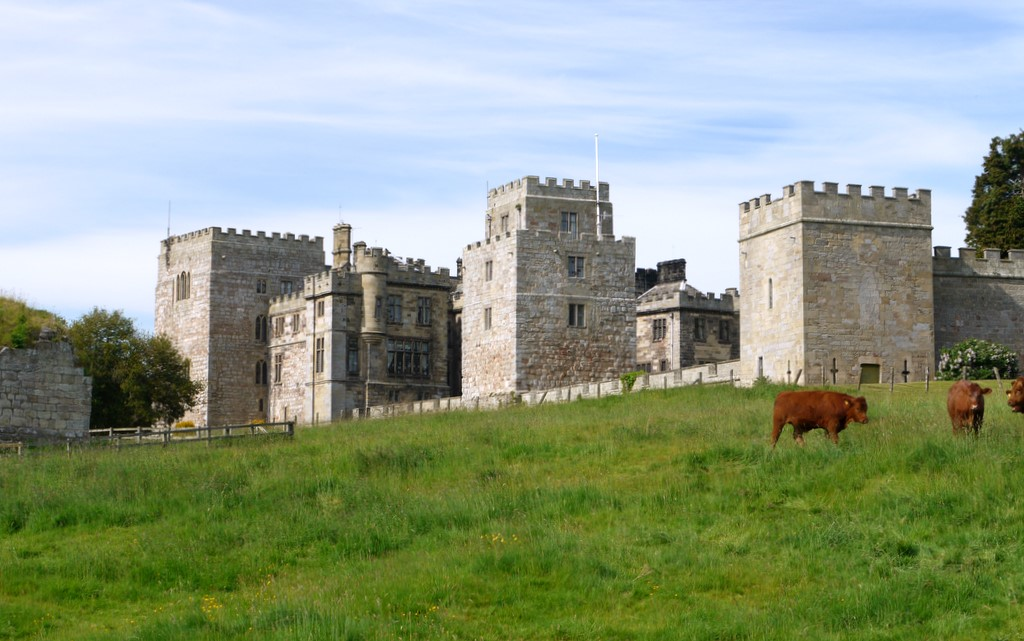
제임스는 헤런의 여영주에게서 포드성을 점령했다.

중세 기사도 규정에 따른 그의 생각을 유지하던 제임스 왕은 한달 전에 잉글랜드에 그의 침공 의사를 보냈다. 이 행위는 잉글랜드가 군대를 모으고 1138년, 1346년에 스코틀랜드군을 상대로 승리를 거뒀을 때 사용한 군기인 더럼 대성당의 성 커스버트의 깃발을 가져올 시간을 주었다. 에든버러의 버그뮤어에 모인 뒤, 스코틀랜드 왕은 던스의 북쪽에 있는 엘럼포드 (Ellemford)로 이동했고, 앵거스 백작과 홈 영주를 기다리며 야영하였다. 그후 스코틀랜드군은 콜드스트림 근처 트위드강을 건넜다. 8월 24일, 제임스 4세는 트위셀호우에서 회의를 소집하여 이 침공 기간에 사망한 이들의 후계자들의 혜택을 선언했다. 8월 29일에 노램성을 차지했고, 일부가 무너졌다. 스코틀랜드군은 남쪽으로 이동해, 에텔성과 포드성을 점령했다.
후기 스코틀랜드 연대기 작가 피츠코티의 로버트 린제이는 제임스가 헤런의 여영주 엘리자베스와 그녀의 딸 무리와 함께 포드성에서 놀며 소중한 시간을 낭비했다고 말한다. 에드워드 홀은 헤런 여영주가 포로 (스코틀랜드 측)였고, 제임스 4세와 서리 백작과 그녀 자신의 석방을 위해 협상했고, 포드성은 포로 교환을 위해 파괴되지 않았다고 한다. 잉글랜드의 전령관인 문장광보는 9월 4일에 전투를 벌일 장소를 정하러 포드성에 왔고, 서리 백작에게 보내진 스코틀랜드의 전령관들의 추가 지시 사항은 이들이 만날 장소가 잉글랜드군이 보이지 않는 장소에서 만난다는 것이였다. 레페이얼 할린제드의 이야기에서는 스코틀랜드군의 일부가 스코틀랜드로 돌아갔으며, 포드성에서 노램이 항복하기를 기다리고 그들의 다음 움직임에 토론하며 보냈다고 한다. 제임스 4세는 교전을 원했고 베릭어폰트위드를 급습할 것을 고려하자 했지만, 앵거스 백작은 이에 맞섰고 스코틀랜드는 프랑스에 할만큼을 했다고 말했다. 제임스는 앵거스 백작을 고향으로 돌려보냈고, 할린제드에 따르면, 백작은 그의 두 아들 앵거스 마스터와 글렌버비, 더글러스 가문의 일가친척 대부분을 싸우라고 내버려놓고 온 것에 눈물을 흘렸다고 한다.

## 교전
전투는 사실 플로든이라기 보다는 노섬벌랜드 주의 브랜스턴이라는 마을 근처에서 이뤄졌으며—그래서 이 전투의 다른 명칭은 브랜스턴 전투이다. 스코틀랜드군은 이전에도 브랜스턴 남쪽에 있는 플로든 변두리에 배치했었다. 있었다. 9월 7일 수요일에 우울러 평지에서 서리 백작은 이 위치를 요새와 비교하는 그의 도전장을 문장관보 토머스 홀리를 통해 제임스 4세에게 보냈다. 그는 제임스가 아일레이 전령관을 보낸 것에 불평했고, 오전 12시와 오후 3.00 사이에 만나 교전하기로 한 것에 동의했으며, 지정한 밀필드의 평원에서 제임스가 그를 마주봐달라고 요청했다.
그 다음 서리 백작은 스코틀랜드군의 북쪽 길을 막으려 움직였고, 그래서 제임스는 그의 군대와 포병들을 브랙스턴 언덕 쪽으로 2마일을 옮겨야만 했다. 잉글랜드의 사료에서 묘사한 스코틀랜드의 포병에는 대형 커털 5대, 대형 컬버린 2대, 세이커 4대, 대형 서펜틴 6대였다. 스코틀랜드 왕의 비서관 패트릭 패니터가 이 화포들의 책임자였다. 병력들이 각자 진영내 3마일안에 들어가게 되자, 서리 백작은 문장관을 제임스에게 보내, 정오까지는 기다릴 것이라는 답변을 받았다. 11시에 토머스, 하워드 영주의 선발대와 포병이 트위젤 다리를 건넜다. (피츠코티는 스코틀랜드 왕이 이 이동 동안에 취약한 잉글랜드군에 스코틀랜드 포병이 사격을 가하는걸 불허했다고 말한다.) 스코틀랜드군은 알맹 (Almain, 독일) 방식이라 이름 붙은 5개의 대형으로 잘 이루어져 있었다. 금요일 정오에 스코틀랜드 측은 어떠한 말도 없이 잉글랜드 측을 만나러 내려보내졌다.

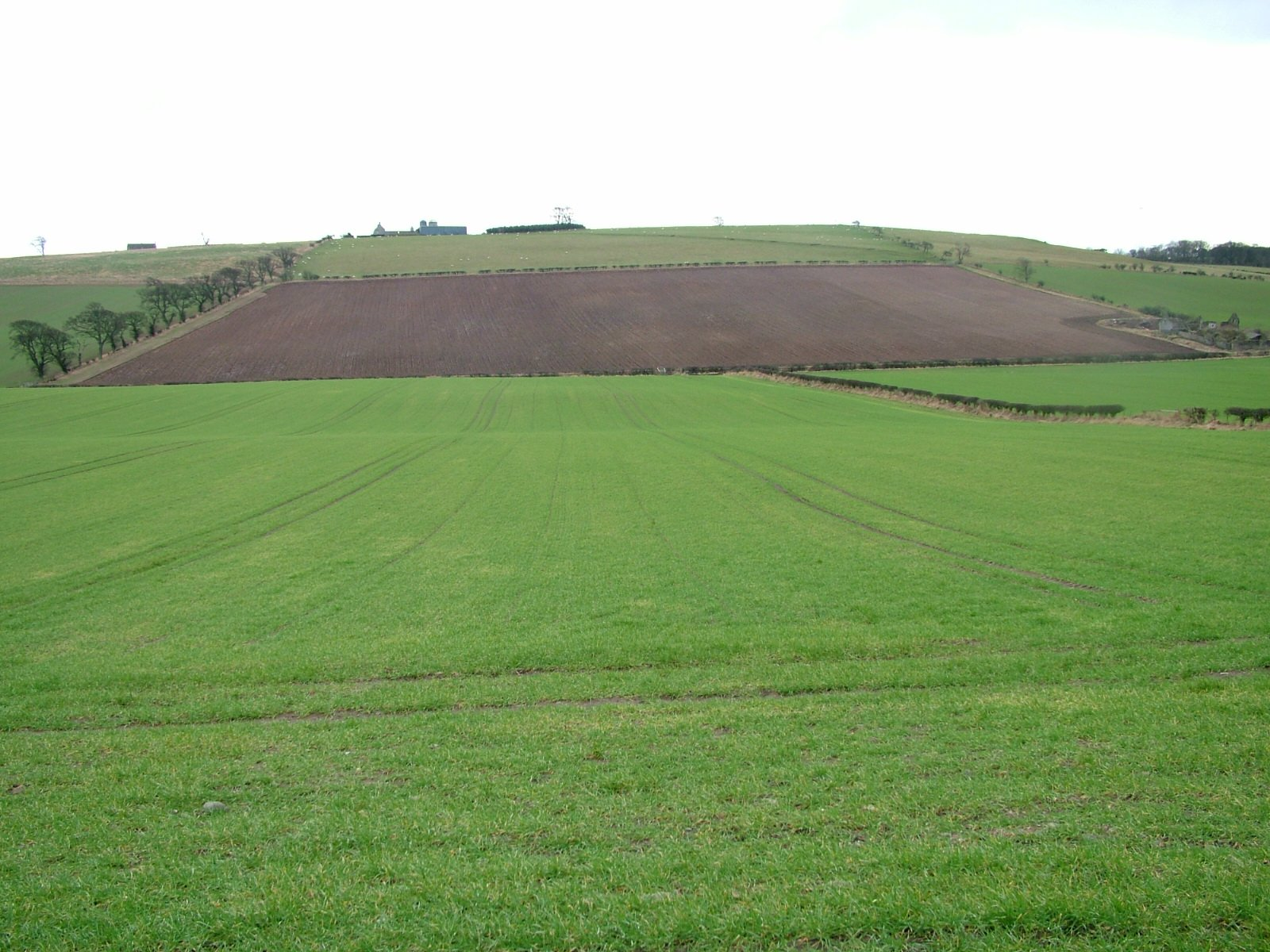
1910년에 세워진 기념비에서 남남동쪽으로 바라본 전장의 서쪽 모습. 스코틀랜드군은 파해쳐진 전장으로 내려갔고, 잉글랜드군은 중요한 위치의 풀이 우거진 전장으로 내려갔으며, 이들은 추정상 두 전장 사이의 계곡 경계에서 만났을 것이다.

잉글랜드군은 두 개의 날개가 달린 2개의 "전투" 형태를 형성했다. 하워드 경은 스코틀랜드군에 맞서기 위해 그의 선봉대와 아버지의 후방 부대를 합쳤다. 잉글랜드의 자료에 따르면, 헌틀리, 크로퍼드, 에롤 백작들이 이끄는 총합 6,000명의 무리는 하워드 경과 맞붙어 패배하고 대부분이 살육당했다..
대규모 병력을 이끌고 있던 제임스 4세는 서리 백작과 “이 전투를 결정시킨” 다시 경에게 향했다. 레넉스와 아가일의 병력은 에드워드 스탠리 경과 맞섰다.
포병들의 포격이 끝나고 나서, 잉글랜드의 연대기 작가 에드워드 홀에 따르면, "이 전투는 잔혹했고, 다른이들을 도운 자들이 없었고, 스코틀랜드 왕 그 자신도 용감히 싸웠다". 제임스는 서리 백작의 창에 전사했고, 그의 시신은 베릭어폰트위드로 옮겨졌다. 홀은 왕이 화살과 빌에 치명적인 부상을 입었다고 했다. 그동안 체셔와 랭커셔의 병력을 지휘하는 하워드 경의 형제 에드먼드 하워드는 스코틀랜드의 시종장 홈 영주 알렉산더가 이끄는 스코틀랜드 진영과 교전했고, 헌틀리와 싸우고 있었던 데이커 영주 토머스가 그를 도우러 왔다.
서리 백작은 로버트 보스윅이 “일곱 자매”라 이름 붙인 에든버러에서 주조된 컬버린들을 포함한 스코틀랜드의 대포들을 노획하여 에텔성으로 가져갔다. 더럼 주교는 그것들을 그가 지금까지 본 최고의 대포라 생각했다. 잉글랜드군의 회계관 필립 틸니 경( Sir Philip Tilney)은 노획한 대포들을 "1,700 마르크만큼의 가치"이며, '스코틀랜드에서 이것들이 갖는 가치는 그들의 왕의 은총 그 이상’이라 평가했다.

## 전술과 여파
전투가 끝난지 얼마 안돼, 스코틀랜드 의회는 덴마크의 국왕 크리스티안 2세에게 도움을 요청하기로 결정했다. 스코틀랜드 외교관 앤드루 브룬힐 (Andrew Brounhill)은 “어떻게 이 일이 발생했는지."를 설명하라는 지시를 받았다 브룬힐의 설명은 최적의 위치로부터 늡지대에 있는 잉글랜드군을 공격하려 언덕에서 내려오는 제임스 4세에 대한 비난과 잉글랜드군의 용맹함 보다 스코틀랜드군의 미숙련함에 이유가 있다는 것이였다. 후자의 의견에 대해 위치를 후방에 두었던 잉글랜드의 주요 인사들의 전사 수가 대조적이던 스코틀랜드군은 그들의 장교를 쉽게 상처 입고 전사 할 수 있는 중세시대적인 전선 앞에 배치시켰다며 언급했다. 잉글랜드 지휘관들은 르네상스 방식의 대열 뒤에 위치했다. 너무나 많은 수의 스코틀랜드 지휘관들의 손실은 후퇴말고는 병력을 재조직 할 자들이 없다는걸 의미했다.
그러나 동시대의 잉글랜드 자료들에 따르면 토마스 하워드는 언덕쪽으로 자신의 선봉대를 이끌고 진격했다. 하워드는 제임스 4세의 전령관이 보낸 조롱으로 인해 움직였던 것이였으며, 바다와 2년전에 사망한 스코틀랜드의 해군 지휘관 앤드루 바튼과의 역할을 바탕으로 한 바다에서 바탕으로 한 그의 역할에 관한 것이였다. 제임스 4세에게 그가 선봉대를 이끌 것이고 포로를 잡지 않겠다고 한 하워드의 선포는 이후 이 전투를 기록한 잉글랜드의 연대기들에 포함됐다. 그는 ‘적법한 인물’이라는 자신의 존재를 주장했다. 하워드는 전투에서 “직접” 있는 것이 바튼의 죽음에 대한 결투 재판이라 주장했다.

### 무기

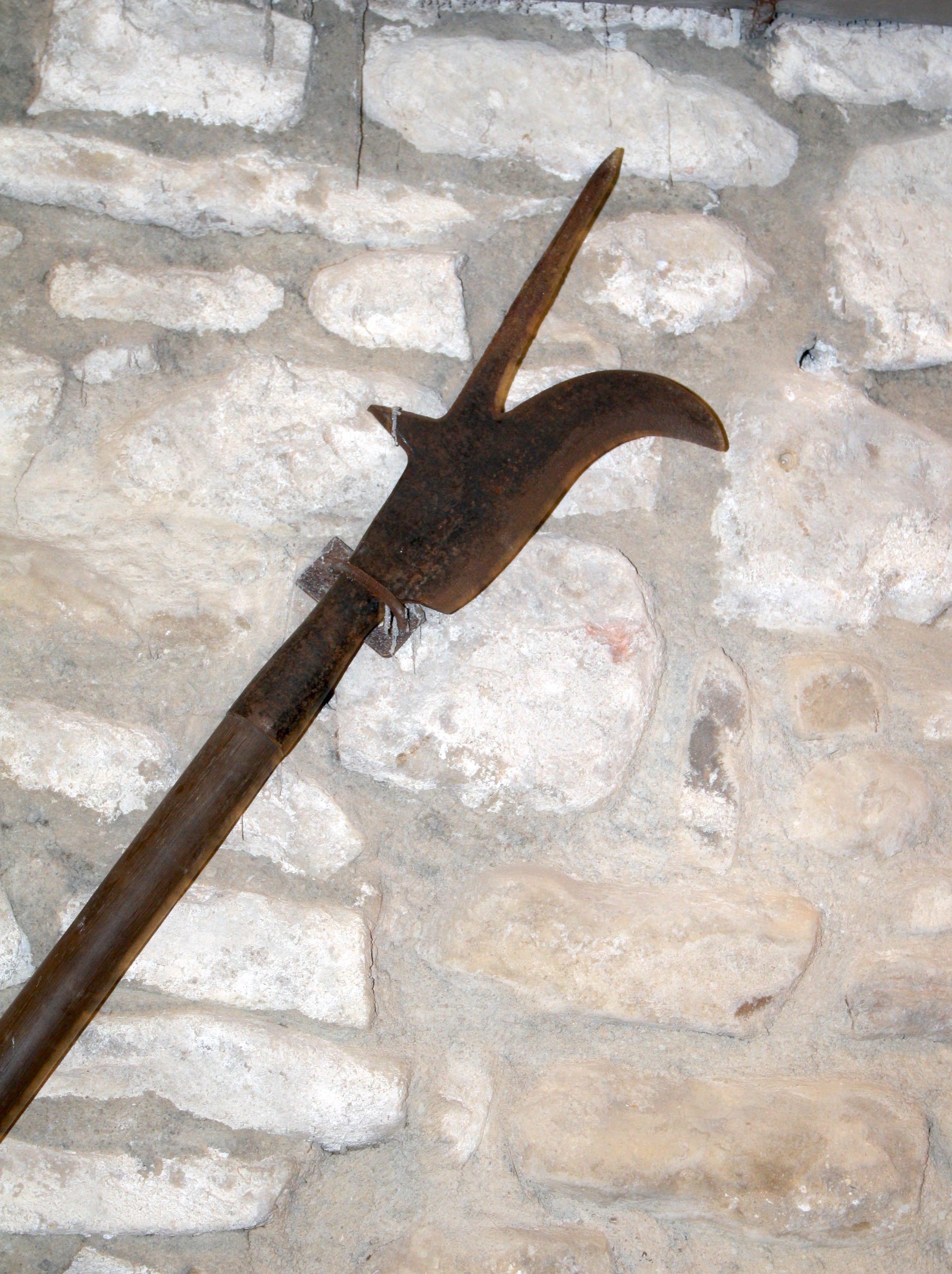
플로든 전투에서 사용되며 명성을 얻은 잉글랜드의 빌.

플로든 전투는 근본적으로 스코틀랜드군이 사용한 파이크에 대한 잉글랜드가 사용한 빌의 승리였다. 파이크는 특히 기병들의 돌격에 버티는 등의 전투 중 움직일시에만 효과적인 무기였다. 스코틀랜드의 파이크는 Trewe Encounter의 작가가 “예리하고 날카로운 5 야드 길이의 창”이라 묘사했다. 파이크가 스위스 용병들의 무기로 선택되었고 근대의 무기전술을 대표함에도, 노섬벌랜드의 언덕 지형, 교전 당시의 환경, 질퍽거리는 바닥은 파이크가 최적의 효과를 나게 해주지 못 했다. 주교 루스홀은 토머스 울지에게 “빌이 스코틀랜드군들이 신뢰하는 긴 창들을 꺾었다고 보고했다. 플로든에서 스코틀랜드와 잉글랜드의 보병들은 근본적으로 그들의 선조들처럼 싸웠고, 플로든 전투는 대영제도에서 벌어진 최후의 대규모 중세 방식의 전투였다고도 묘사된다. 이 전투는 빌과 파이크가 동시에 사용된 마지막 시기이기도 했다. 2년 뒤 프랑수아 1세는 중기병과 포병의 조합을 사용하여 스위스 파이크병들을 패배시키며, 전쟁 역사의 새로운 시대를 이끌었다. 브라이언 튜크가 발행한 공식적인 잉글랜드의 외교 문서에서 스코틀랜드의 쇠 창과 처음의 “독일 방식의 훌륭한 대형”에 언급하지만 “잉글랜드의 핼버드병들이 모든 것을 결정하면서, 활과 포는 조금만 사용되었다”라고 결론지었다.
튜크의 논평 (그는 전투에 참여하지 않았다)에도, 이 전투는 포병들이 아주 많이 동원된 대영제도에서 벌어진 첫 주요 전투였다. 6년 뒤에 작성을 한 존 레슬리는 스코틀랜드군의 포탄은 잉글랜드의 대포가 효과적이였던 것에 반해 잉글랜드군의 머리 위로 날아갔는데: 잉글랜드의 한 부대는 높은 곳에 다른 부대는 낮은 곳에 배치하였기 때문이였다고 언급했다.
언덕 아래로 내려간 스코틀랜드군은 이후 잉글랜드의 발라드에서 기념된 “화살의 환대”에 저항을 받았다. 홀은 이것에 대해 중무장한 전방은 거의 효과가 없었고; 이는 극히 적은 수의 스코틀랜드군이 머리 위에 상처를 입었다고 언급한 발라드에서 확인됐으며; 할른 제임스 4세가 화살로 인한 커다란 부상을 참아냈다고 적었다. 궁병들의 상당수는 랭커셔와 체셔에서 모집됐다. 리처드 애쉬턴은 맨체스터 인근 미들턴에서 중대 규모의 궁병들을 일으켰다. 그는 희귀한 “플로든 글래스”가 있는 그의 교구 교회 세인트 리어너드 교회를 재건했다. 이 유리창에는 궁수들과 성직자들의 이름이 새겨져있다. 이는 영국에서 가장 오랜된 전쟁 기념 글래스로도 알려져있다. 리처드 촐밀리가 지휘한 체셔 농민군의 성공은 그가 이후 런던탑의 지휘관에 임명되게 하였다.

### 보상

제2대 노퍽 공작 토머스 하워드은 플로튼 전투를 기념하며 늘어난 보상을 받았다.

승리에 대한 보상으로서, 토머스 하워드는 리처드 3세를 지지하면서 그의 아버지가 상실한 노퍽 공작 자리를 되찾았다. 노퍽 공작들의 문장에는 플로든에서 그들의 선조들의 승리의 일로 주어진 하단 부분이 없어지고 입을 뚫고 나간 화살이 박혀있는 사자 그림이 있는 수정된 스코틀랜드의 왕실 문장인 증가 훈장을 여전히 가지고 있다.
프램링엄성에는 노퍽 공작이 1524년에 추기경 울지에 증여한 제임스 4세의 문장이 새겨진 은도금한 컵 두 개를 보관하고 있다. 공작의 후손들은 1681년에 컬리지 오브 암스에 검, 단검, 터키석 반지를 주었다. 그들 가문의 전통있는 물건들은 제임스 4세의 것이거나 플로든 전투에서 토머스 하워드가 가져온 무기들이였다. 이 검의 검날은 톨레도의 장인 도밍고의 서명한 것이였다. 무기들이 정확한 시기인지에 대해선 약간의 의심이 존재한다. 애런델 백작은 필립 프뤼티에르, 그후에는 안토니 반 다이크에 의해 플로든에서 쓴 그의 조상의 검, 건틀렛, 투구와 함께 그려졌다. 다르시 영주 토머스는 제임스 4세의 것이던 화약병을 챙겼고 그것을 헨리 8세에게 주었다. 제임스 4세가 차고 다니던 금으로 된 사슬에 루비와 사파이어로 장식된 십자가와 뚜껑에 성 앤드루의 조각이 새겨진 정육각형의 식탁형 소금을 엘리 주교 제임스 스탠리가 헨리 8세에게 주었다.

### 사라진 왕의 전설
데이커 영주는 전장에서 제임스 4세의 시신을 발견해냈다. 그는 이것에 대해 “나는 스코틀랜드 왕의 시신을 찾은 이유로 살아있는 잉글랜드인의 대부분이 나를 좋아했다”라고 썼다. 연대기 작가 존 스토우는 왕이 죽은 곳을 피퍼드 언덕이라 하였는데, 현재는 모르는 지명이며 브랜스턴 교회를 내려다보는 브랜스턴 능선의 작은 언덕이라고 여겨지고 있다. 데이커 영주는 시신을 베릭어폰트위드로 가져갔는데, 홀의 연대기에 따르면 붙잡힌 스코틀랜드 왕의 조신 윌리엄 스캇 (William Scott)과 왕의 시신임을 확인한 존 포먼 (John Forman)에게 보이기였다고 한다. (포먼은 왕의 짐 수행관으로, 미들턴의 애쉬턴에게 사로잡혔다.) 왕의 시신은 방부 처리를 한 뒤 뉴캐슬어폰타인으로 옮겨졌다. 제임스는 성 미카엘 축일 이전에 점령하겠다고 약속했던 요크에서부터 그의 시신을 런던 인근의 신 수도원까지 옮겨졌다.
제임스의 깃발, 검, 넓적다리 가리개은 더럼 대성당에 있는 성 커스버트 성지로 옮겨졌다. 스코틀랜드 사상자의 대다수의 갑옷들이 전장에서 팔렸고, 갑옷 350벌이 노팅엄성으로 옮겨졌다. 전장에서 붙잡은 말들의 목록은 24 페이지가 넘어갔다.
문장관보 토머스 홀리는 승리 소식을 전한 첫 인물이였다. 그는 워번 수도원에 있던 아라곤의 캐서린에게 "피로 뒤덮힌 스코틀랜드 왕의 찢어진 서코트"를 가져왔다. 그녀는 홀리와 함께 투르네에 있던 헨리 8세에게 승리의 소식을 전했고, 9월 16일에는 제임스의 코트 (농수)와 함께)와 하워드 경이 적은 전투에 대한 상세한 문서를 존 글린 (John Glyn)과 같이 보냈다. 브라이언 튜크는 주교 베인브릿지에게 보낸 문서에서 코트는 찢어져 있었고 피로 뒤덮혀 있었다고 언급했다. 캐서린은 그 코트를 헨리의 깃발로 쓸 것을 제안했으며, 그의 시신도 보낼 생각을 했었다고 썼고, 헨리는 테루안에서 포로로 잡은 롱그빌 공작을 그녀에게 보내면서 "잉글랜드인들의 마음은 그 일을 겪지 않을 것이다"하였다.
곧 이 전투에서 제임스 4세가 살아남았다는 전설이 생겼다; 10월 투르네에 있던 스코틀랜드 상인은 그와 이야기를 나눴다고 주장했고, 피츠코티의 린제이는 두 가지 미신에 대해 기록을 하였는데; “네 명의 기수가 나타났는데, 그들 각자는 헤더를 꼬아만든 줄이 있는 창들을 지녔기에, 그들은 서로를 알아보았고, 왕을 갈색 암말에 태워 전장에서 이탈시켰으며” 왕은 전장에서 벗어났지만 던스와 켈소 사이에서 살해당했다. 이와 유사하게 존 레슬리는 잉글랜드로 가져간 왕의 시신이 “본허드 (Bonhard) 경”이였고 전투 이후에 제임스가 켈소에서 목격되었고 그후 먼 외국으로 순례를 갔다고 더 했다.
제임스가 초자연적 힘에게 잉글랜드의 침공에 대해서 경고를 받았다는 전설이 생겨났다. 그가 린리스고의 성 미카엘 교회에서 기도를 드리는 동안, 이상한 푸른색 복장을 한 사내가 기도대에 다가와 그의 어머니가 전쟁에 가지 말거나 여성의 조언을 받으라고 그에게 제임스한테 전하라고 말했다. 왕이 대답을 하기도 전에 그는 사라졌다. 데이비드 린지와 존 잉글리스 (John Inglis)는 그의 흔적을 찾지 못 했다. 역사가 R. L. 매키 (R. L. Mackie)는 이 일이 진짜 일어났다면 반전 세력에 의한 가장 조직이라고 의심하였다: [노먼 맥도겔]]은 대단한 반전 세력이 있었는지에 의문을 제기했다. 1549년에 파올로 조비오가 묘사한 세 가지 재앙의 징조는 존 폴먼 (John Polemon)의 1549년 플로든 전투의 문서에서 중복된다. 플로든 외각의 야영지에서 제임스가 회의를 할때, 그의 텐트에서 산토끼 한 마리가 그의 기사들의 무기를 피해 탈출했고: 쥐가 왕의 투구의 버클과 줄을 갉아먹은게 밝혀졌고; 아침에 그의 텐트가 핏빛 이슬로 얼룩덜룩해졌다.

### 플로든 전투 이후 스코틀랜드
제임스 4세의 아내 마거릿 튜더가 ‘마거릿 왕비의 나무 그늘’이라고 불린 린리스고 궁전 탑 꼭대기의 방에서 그녀의 남편 소식을 기다렸다고 한다. 전투가 끝나고 10일 뒤, 의회의 영주들이 9월 19일 스털링에서 만나, 성직자들, 법원 영주들, 남작 두 명, 베스, 인버러기 (Inverrugy) 영주들이 포함된 35명의 영주들로 이뤄진 “왕국에서 발생하는 모든 문제를 다루는 의회”인 대위원회를 준비했다. 이 위원회는 마거릿 튜더와 그녀의 아들 제임스 5세의 이름으로 통치하기 의도한 것이였다.
스코틀랜드 왕국 의회 전부는 10월 21일 스털링성에서 만나, 생후 17달의 왕을 왕실 예배당에서 즉위시켰다. 영주들의 대위원회는 플로든 전투에서 사망한 이들의 후계자들을 위한 특별 준비를 하였고, 그들의 미망인과 딸들의 보호에 대해 트위젤호우에서 제임스 5세의 선언이 이어졌다. 마거릿 튜더는 왕의 ‘교육자’ 및 보호인으로 남았지만, 스코틀랜드의 섭정이 되지는 않았다.
배 한 척 분의 무기와 함께 11월 덤바턴성에 도착한 프랑스 병사 앙투안 다르세스는 스털링으로 이동했다. 잉글랜드는 플로든 전투의 가방에서 발견한 문서를 통해 이 계획된 선전에 자세한 정보를 이미 알고 있었다. 지금 제임스 4세의 죽음으로, 앙투안 다르세스는 마거릿과 그녀의 아들을 대신해 스코틀랜드를 통치할 섭정으로 제임스 2세의 손자 올버니 공작 존 스튜어트의 임명을 조성했다. 프랑스에 거주하던 올버니 공작은 1515년 5월 26일 스코틀랜드에 왔다. 기록에 의하면 마거릿은 제임스 사후 아들인 알렉산더를 낳았고 앵거스 백작과 혼인했다.
전투의 헛됨에 대한 16세기 후반 스코틀랜드의 태도는 교전 이전 의회의 패트릭 린지에게서 기인한 문서로 피츠코티의 로버트 린지에 의해 나타났다. 린지 경은 사기꾼과 주사위 놀이하는 정직한 상인에 빗대어, 구부러진 반쪽 짜리 동전에 로즈-노블을 거는 것이라며 왕에게 후퇴를 조언했다. 그들의 왕이 금화이고, 잉글랜드가 사기꾼, 토머스 하워드가 반쪽자리 동전이였다.

## 사상자

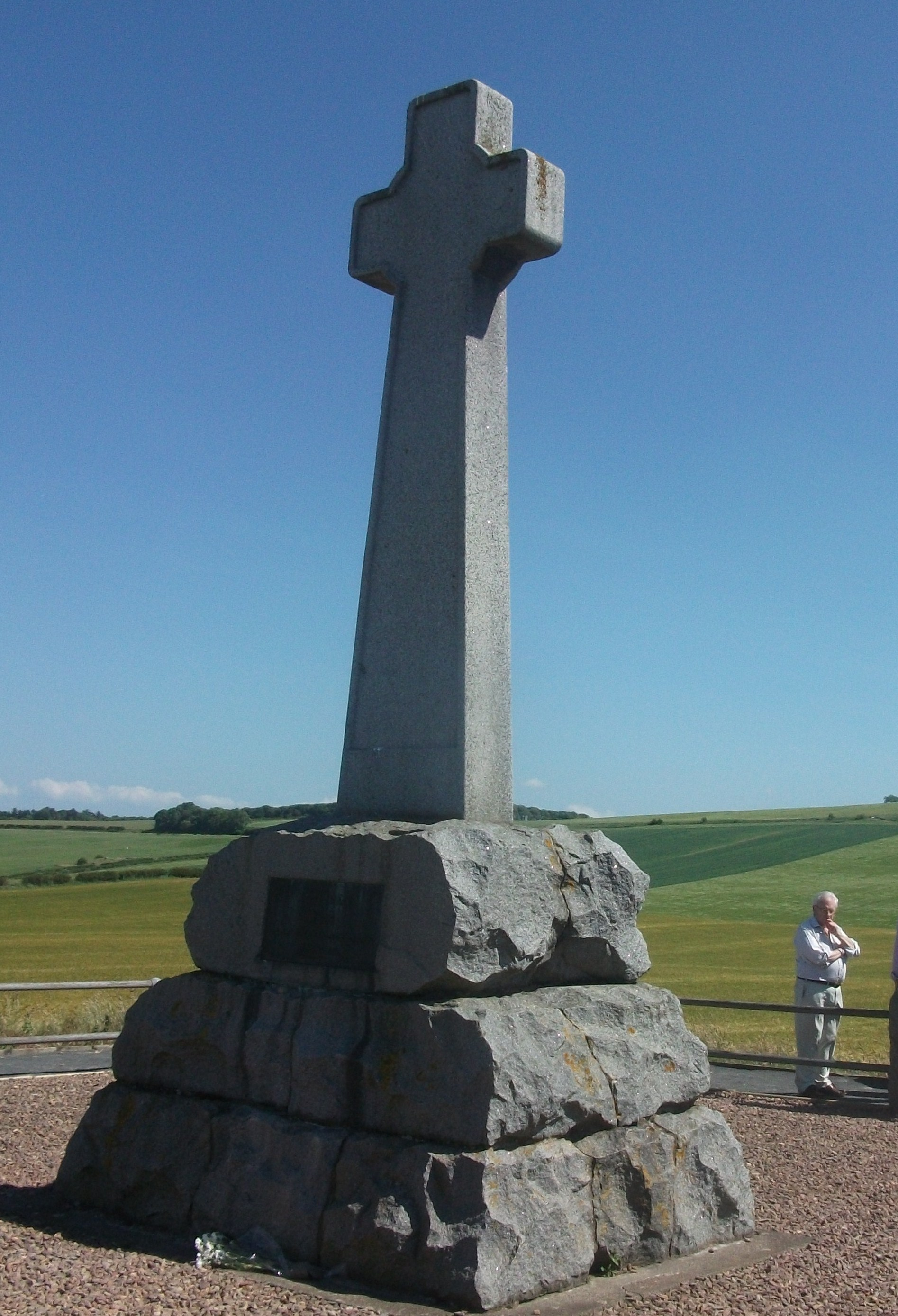
1910년 데이비드 스타키가 조각해 세운 플로든 기념비 전투 추모비.

서리의 군대가 이 전투에서 1,500명이 전사했다. 스코틀랜드 전사자들의 수는 여러 논쟁중인데, 잉글랜드의 왕실 우체국장을 위해 프랑스어로 기록된 동시대의 문서에선, 전투의 즉각적인 여파 속에, 10,000명 가량의 스코틀랜드인이 전사했다고 말하며, 월리엄 나이트는 9월 20일 릴에서 로마로 소식을 전했는데, 스코틀랜드군 12,000명이 사망하고 잉글랜드군은 500명보다 적은 수의 사상자가 발생했다고 주장했다. 이탈리아의 소식지들은 스코틀랜드군이 18,000명 또는 20,000명, 잉글랜드군이 5,000명이 죽었다고 했다. 시그니트의 잉글랜드인 서기 브라이언 튜크 (Brian Tuke)는 스코틀랜드군 10,000명이 전사하고 10,000명이 도주했다고 전했다. 튜크는 모든 스코틀랜드 침공군이 6만명 가량에 잉글랜드 측 병력이 40,000명이라 예상했다. 조지 부캐넌은 그가 쓴 스코틀랜드의 역사 (1582년 출판)에서, 스코틀랜드의 백작령들에서 집계한 목록에 따르면 5,000명이 전사했다고 한다. 셋퍼드에 있는 제2대 노퍽 공작 (1514년에 서리 백작이 되었다)에게 헌정된 명판 기념물에는 17,000명으로 설명되어 있다. 전투가 벌어진 30년 뒤 에드워드 홀은 그의 연대기에 "최소 12,000명의 스코틀랜드 최고의 신사들과 숙녀들이"이 죽었다고 썼다.
19세기 골동품 수집가 존 리델은 스코틀랜드의 거의 모든 귀족 가문들이 플로든 전투에서 가문원을 잃었다고 추정했다. 이곳에서 죽은 이들은 "Flowers of the Forest"라는 노래 (파이브 곡)으로 기억되고 있다:
We'll hae nae mair lilting, at the yowe-milking,
Women and bairns are dowie and wae.
Sighing and moaning, on ilka green loaning,
The flowers of the forest are all wede away.
동시대 잉글랜드의 발라드 역시도 스코틀랜드 사망자들의 비극을 기억했다:
To tell you plaine, twelve thousand were slaine,
that to the fight did stand;
And many prisoners tooke that day,
the best in all Scotland.
That day made many a fatherlesse childe,
and many a widow poore;
And many a Scottish gay Lady,
sate weeping in her bowre.
전투가 벌어지기 전에 에든버러에서 포병이 준비중이었는데, 플로츠콕 (Plotcock)이라 불린 악마가 로열마일의 머캣 사거리에서 전사할 이들의 이름을 소리내어 읽었다는 전설이 생겨났다. 피츠코티에 따르면 이 근처에 살았던 옛 에든버러의 시장 리처드 로슨 (Richard Lawson)이 전투 소집에 맞서 사거리에서 동전을 던졌고 살아남았다고 한다.
브랜스턴 교회는 플로든 전투 전사자의 일부들의 매장지이다.
플로든 전투 이후, 많은 스코틀랜드 귀족들은 스코틀랜드에서 가장 가까운 축성지인 커크옛홀름에 묻혔다고 생각되고 있다.

### 사망한 주요 스코틀랜드 귀족
- 스코트인의 왕 제임스 4세 (1488–1513)[76][77]:21–22[78]

성직자
- 알렉산더 스튜어트 : 세인트 앤드루스 대성당의 대주교 및 스코틀랜드의 대법관, 제임스 4세의 친아들
- 조지 헵번 : 군도 주교 및 아브로스와 요나의 군행관
- 윌리엄 번치 (William Bunche) : 킬위닝 수도원장
- 로런스 올리펀트 (Laurence Oliphant) : 인샤프레이 수도원장
- 윌리엄 놀리스 경 (Sir William Knollys) : 성 요한 영주, 스코틀랜드 재무상, 토르피첸 수도원 장원 원장.

백작
- 제2대 아가일 백작 아치볼드 캠벨
- 제2대 로스웰 백작 애덤 헵번 : 스코틀랜드의 해군 사령 장관
- 제1대 캐슬리스 백작 데이비드 케네디
- 제2대 케이스네스 백작 윌리엄 싱클레어
- 제6대 크로퍼드 백작 존 린지
- 제4대 에롤 백작 윌리엄 헤이 : 스코틀랜드의 보안 무관장
- 제2대 레넉스 백작 매슈 스튜어트
- 제2대 모턴 백작 존 더글러스 : 제임스 1세의 손자
- 제1대 몬트로즈 백작 윌리엄 그레이엄
- 제3대 로스 백작 윌리엄 레슬리

의회 영주
- 제1대 애본데일 영주 앤드루 스튜어트
- 제3대 보스윅 영주 윌리엄 보스윅
- 제1대 엘핀스톤 영주 알렉산더 엘핀스톤.[79]
- 제2대 이너미스 영주 토머스 스튜어트
- 제4대 맥스웰 영주 존 맥스웰
- 제2대 로스 영주 존 로스
- 제5대 시튼 영주 조지 시튼
- 제1대 셈필 영주 존 셈필
- 제4대 어스킨 영주 로버트 어스킨

그외 영주, 귀족, 기사
- 스코틀랜드의 회계감독관 우드밀의 로버트 애넛 (Robert Arnot of Woodmill).
- 글레노키의 던컨 캠벨 경
- 랭큰의 윌리엄 콕번 경(Sir William Cockburn of Langton)과 그의 장남 및 후계자 알렉산더 (Alexander)
- 제1대 크레이전즈 영주 윌리엄 커닝엄
- 앵거스의 마스터 조지 더글러스
- 드럼란리그의 윌리엄 더글러스 경
- 글렌버비의 윌리엄 더글러스 경
- 아치볼드 그레이엄 (Archibald Graham) – 제임스 왕의 친척
- 파이프 포델의 제임스 헨더슨 (James Henderson) - 최고 법원 차장
- 크레기스의 애덤 헵번
- 에든버러 시장 블라이스의 알렉산더 로더 경
- 라클런 매클린 - 제10대 매클린 씨족장
- 올리펀트의 마스터 콜린 올리펀트
- 댈하우지의 알렉산더 램지 경
- 트레린진의 존 램지 경
- 윌리엄 시튼 경 (Sir William Seton) : 제임스 1세의 손자
- 캠버스니턴의 존 소머빌 경
- 제1대 토우드리의 영주 윌리엄 홉프링길
- 제16대 리카턴, 제11대 크레이기 남작 윌리엄 월러스 (William Wallace)

### 재산 문서에서의 스코틀랜드 사상자 이름
차후의 재산 매매거래 문서가 사망자들의 이름을 알려주었다. 왕실 헌장 명부도 보존되어 스코틀랜드의 국새 명부 (Register of the Great Seal of Scotland)라는 이름으로 출판되었다. 플로든 전투는 봉건세를 포기하기로 한 제임스 4세가 잠재적 사상자들의 계승자들의 유산에 관한 선언 때문에 언급되었다. 이러한 경우에는 플로든 평야 전투에서 사망한 레넉스 백작 매슈에게 있던 봉토 일부가 잘 알려져있다. 다른 국새 문서로는 세인트 자일즈 대성당의 기념물로 제단을 헌정한 것과 국경 마을 셀커크의 전투의 영향등이 언급된다.
왕실 수입 기록 스코틀랜드의 재무 문서(Exchequer Rolls of Scotland) 또한 사망한 자들의 이름을 제공한다. 이들은 왕에게서 토지를 빌린 봉건 임차인들이며, 그것에 대한 임차 비용을 재무부에 곧바로 지불했다. 토지가 없거나 지주의 땅을 보유한 이들의 이름은 이 문서에 나타나지 않았다. 책으로 발행된 재무 문서의 서문에는 이 군사 작전에서 사망자를 묘사하는 데 사용되는 다양한 라틴어 문구에 대한 안내와 설명을 하고 있다.
항목의 일반적인 형태는 "qui obiit in bello" (전쟁 중 사망한 자), "in campo bellico" (전장에서 사망한 자), 또는 "in campo" (야전에서 사망한 자)이며; "qui obiit sub vixillo regis" (왕의 깃발 아래에서 사망한 자)라는 형태 역시도 있으며, 아마 플로든에서 사망한 자이거나, 플로든이나 알려지지 않은 곳등 다른 곳에서 사망한 자들을 나타내는 것인 "qui obiit in exercitu in Northumberland" (노섬벌랜드에서 사망한 병사)를 뜻한다. 초창기 Sasines (재산 문서)의 반응에서는 이 전투에 대해 침묵했다. 이후 Sasines에서는 이 전투를 "bellum" 또는 "campus bellicus"이라 언급했으며, 1518년까지는 플로든이라는 이름을 쓰지 않았고, 그 후로도 6번 밖에 언급되지 않았다. ..., 이들은 왕이 보유한 스코틀랜드의 비교적 작은 지역에 상속자를 남긴 임차인들이나 왕의 봉신들뿐이라는걸 명심해야하며, 이들은 최신 문서에 나타날 것으로 예상 될 수 있다. 추가적으로 이 문서의 이름에는 다른 자료들을 통해 플로든에서 사망한 자들의 상속자에게 유리하게 받아 들여지는 Sasines의 사례가 많이 있다. p.clxii

## 플로든에서 기사로 임명된 잉글랜드 병사들
45명 정도의 잉글랜드 병사들은 전투가 끝나고 서리 백작에 의해 기사로 임명됐다. 에드워드 홀은 뉴캐슬
출신 병사들의 진급에 그들의 위치를 언급했다.
- 업솔의 스코프 경 (Lord Scrope) - 최전선
- 에드먼드 하워드 - 오른쪽 날개, 오른쪽 날개 진형 지휘관
- 조지 다시 (George Darcy, 토머스 다시의 아들) -  후위
- 윌리엄 개스코인 주니어 (William Gascoigne) - 후위
- 윌리엄 미들턴 (William Middleton)
- William Mauleverer, of Arncliffe
- 토머스 버클리 - 후위
- Marmaduke Constable, junior - 왼쪽 날개
- 크리스토퍼 데이커 (Christopher Dacre)
- 존 하우톰 (John Howthom)
- 니콜러스 애플야드 (Nicholas Appleyard) - 최전선
- 에드워드 고즈 (Edward Gorge)
- Ralph Ellerker, junior
- 존 윌러비 (John Willoughby) - 후위
- 에드워드 에칭엄 (Edward Etchingham) - 최전선
- 윌리엄 페닝턴 (William Pennington)
- 존 스탠리 (John Stanley) - 후위
- 월터 스토너 (Walter Stonor)
- Ninian Markenfield of Markington (d.1527) - 후위
- 토머스 버그 (Thomas Burgh)
- 랠프 보우스 (Ralph Bowes, 조지 보우스의 아버지)
- 윌리엄 루스 (William Roos)
- 위갤의 브라이언 스테이플턴 (Bryan Stapleton) - 후위.
- 윌리엄 뉴턴 (William Newton)
- 토머스 뉴턴 (Thomas Newton)
- 가이 도네이 (Guy Dawnay) - 후위
- 로저 그레이 (Roger Grey)
- 랠프 샐베인 (Ralph Salvayne)
- 로저 콜링우드 (Roger Collingwood)
- 리처드 몰에버러 (Richard Mauleverer)
- 윌리엄 몰에버러 (William Mauleverer)
- 로저 페어웰 (Roger Farewell)
- 햇필드의 윌리엄 컨스터블 (William Constabl) - 오른쪽 날개
- 캐토프의 윌리엄 컨스터블 (William Constable)
- 토머스 스트랜기쉬 (Thomas Stranguishe)
- 존 벌머 (John Bulmer, 랠프 벌머의 숙부)
- 소프페로의 크리스토퍼 댄비 (Christopher Danby, 크리스토퍼 댄비의 아버지)
- 에드먼드 월싱엄
- 토머스 컨버스 (Thomas Conyers)
- 뉴캐슬의 치안관 로저 펜윅 (Roger Fenwick)
- 하틀리의 에드워드 머스그레이브 (Edward Musgrave)
- 윌리엄 퍼시 (William Percy)
- 킬링턴의 크리스토퍼 피커링 (Christopher Pickering, 1519년 사망)
- 헨리 트웨이츠 (Henry Thwaites)
- 존 럼레이 (럼레이 경)
- 로저 오글 (오글 경)

## 오늘날 전장
전장은 여전히 전투가 벌어지던 당시처럼 보이지만, 스코틀랜드군의 진격을 어렵게한 개울과 습지는 오늘날 말라버렸다. 1910년에 세워진 추모비는 세인트 폴 교회를 지나서 길을 따라 브랜스턴 마을에서 쉽게 도달 할 수 있다. 그곳에는 작은 주차장과 전투를 쉽게 시각화해주는 해석 보드와 함께 전장 흔적이 분명하게 표시되고 도로 표지판으로도 표시되어 있다. 전투가 끝나고 제임스 4세의 시신이 머물렀었다고 전해진 중세 교회의 제단 아치 일부와 나머지는 기록에 따르면 1849년에 노르만 양식으로 지어진 빅토리아 시대의 교회가 있다.
매년 이웃한 스코틀랜드 마을 콜드스트림 (Coldstream)은 전장에서 전통적인 승마 활동으로 플로든 전투를 기념하고 8월 첫째 주에 마을에서 열리는 행사 기간에 전투 중 사망한 모든 이들을 추모하는 행위를 한다.

## 기념 행사

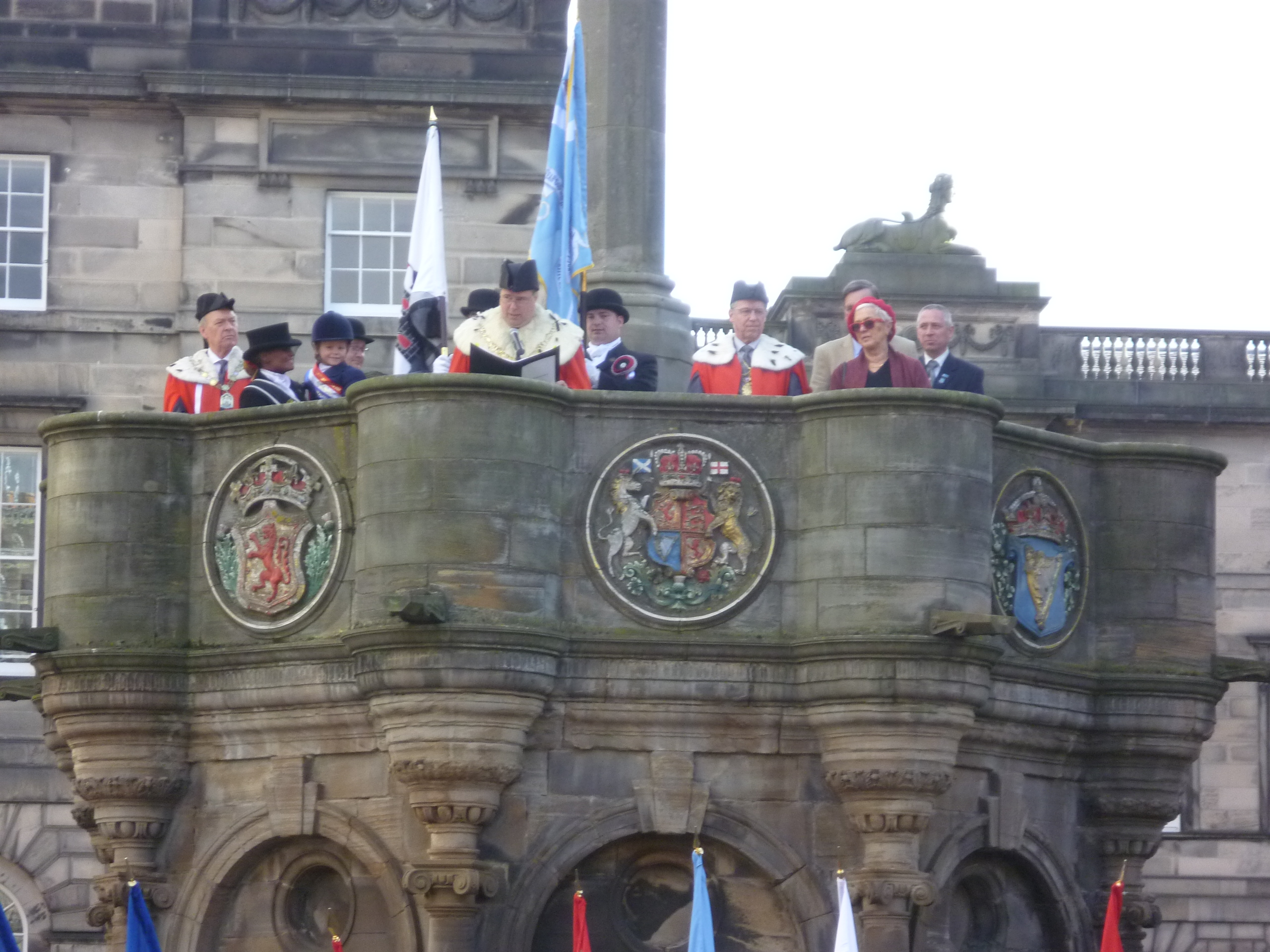
플로든 전투 500주년으로 에든버러서에서 사망한 이들을 위해 1분간의 침묵을 에든버러의 머캣 사거리에서 가졌다

평판으로는 영국에서 가장 오래된 전쟁 추모 스태인드글래스라고 하는 미들턴 교구 교회의 스테인드글래스는 리처드 애쉬턴 경에 의해 플로든 전투 추모로서 그 전투에서 싸웠던 미들턴 출신의 궁수들이 지었다.
2013년에 플로든 전투 500주년 기념 행사에는 국경 양쪽으로부터 공동체를 이끌어내는 프로젝트와 행사를 통해 기념되었다. 플로든 1513 에코뮤지엄 (Flodden 1513 Ecomuseum) 확장과 고고학, 문서 연구, 교육 프로젝트, 전시, 엄숙한 기념 행사등을 위한 영국 전통 유산 복권 펀드로 887,300 파운드가 모금되었다.t

## 같이 보기
- 셀커크

## 참고 자료
전투의 초기 문서는 잉글랜드의 자료들이다. 이 동시대의 사료들에는 다음이 포함된다; 현장에서 쓰였다고 전해지는 Articles of the Bataill bitwix the Kinge of Scottes and therle of Surrey in Brankstone Field; 베인브릿지에게 보내는 브라이언 튜크의 소식
문서; 튜크의 문서를 부분적으로 기반으로 한 이탈리아 시집 La Rotta de Scosesi; 런던에서 발행된 작은 신문 The Trewe Encountre; 에드워드 홀의 연대기에 자료로 사용된 리처드 핀슨이 발행한 현재 소실된 또다른 작은 신문. 이 자료들은 1995년 잉글리시 헤리티지의 보고서와 대조된다.
- 리처드 그래프턴, Grafton's Chronicle, or History of England: The Chronicle at Large, 1569, vol.2, London (1809) pp. 268–277
- 에드워드 홀, Chronicle of England, (1809) pp. 561–565
- 파올로 조비오, Pauli Jovii historiarum sui temporis, (1549), pp. 505–528 (Latin)
- Pitscottie, Robert Lindsay of, The History and Chronicles of Scotland, vol.1, Edinburgh (1814) pp. 264–282.
- The Trewe Encountre or Batayle Lately Don Between England and Scotland etc., Flaque (1513) in Petrie, George, 'Account of Floddon in the 'Trewe Encountre' manuscript', Proceedings of the Society of Antiquaries Scotland, vol. 7, Edinburgh (1866–7), 141–152
- Letters & Papers Henry VIII, vol.1, (1920) for the Articles of Batail and Tuke's letter, Calendar State Papers Venice, vol.2 (1867) and see Calendar State Papers Milan, vol. 1 (1912)
- La Rotta de Scosesi, in, Mackay Mackenzie, W., The Secret of Flodden, (1931)
- Barr, N., Flodden 1513, 2001.
- Barret, C. B., Battles and Battlefields in England, 1896.
- Bingham, C., "Flodden and its Aftermath", in The Scottish Nation, ed. G. Menzies, 1972.
- Burke's Landed Gentry of Scotland under Henderson of Fordell
- Caldwell, D. H., Scotland's Wars and Warriors, Edinburgh TSO (1998) ISBN 0-11-495786-X
- Elliot, Fitzwilliam (1911). 《The Battle of Flodden and the Raids of 1513》. Edinburgh: Andrew Elliot.
- Ellis, Henry, ed., Original Letters Illustrative of English History, 1st Series, vol.1, Richard Bentley, London (1825) pp. 82–99, Catherine of Aragon's letters.
- Ellis, Henry, ed., Original Letters Illustrative of English History, 3rd Series, vol.1, Richard Bentley, London (1846) pp. 163–164, Dr. William Knight to Cardinal Bainbridge, 20 September 1513, Lille (Latin)
- English Heritage Battlefield Report: Flodden, (1995), 13pp
- Goodwin, George (2013). 《Fatal Rivalry: Flodden 1513》. Phoenix (Orion Books Ltd). ISBN 978-1780221366.
- Graham, Frank (1988). 《Famous Northern Battles》. Butler Publishing. ISBN 0-946928-21-5.
- Hallam-Baker, Clive (2012). 《The Battle of Flodden: How and Why》. The Remembering Floden Project. 59쪽. ISBN 978-0-9573313-0-3.
- Hodgkin, T., "The Battle of Flodden", in Arcaeologia Aeliania, vol. 16, 1894.
- Kightly, Charles (1975). 《Flodden: The Anglo-Scottish War of 1513》. Almark Publishing. ISBN 978-0855242190.
- Leather, G. F. T., "The Battle of Flodden", in History of the Berwickshire Naturalists Club, vol. 25, 1933.
- Macdougall, N., James IV, 1989.
- Mackie, J. D., "The English Army at Flodden", in Miscellany of the Scottish History Society, vol 8 1951.
- Mackie, J.D., "The Auld Alliance and the Battle of Flodden", in Transactions of the Franco-Scottish Society, 1835.
- Paterson, Raymond Campbell (1997). 《My Wound is Deep: A History of the Later Anglo-Scottish Wars, 1380–1560》. Edinburgh: John Donald Publishers Ltd. ISBN 0-85976-465-6.
- Story of Inverkeithing & Rosyth by Rev. W.M.Stephen, 1921 Brit.Lib. No.0190370.f.78
- Sadler, John, Flodden 1513: Scotland's Greatest Defeat, Osprey Publishing (May 2006), Campaign Series 168; 96 pages; ISBN 978-1-84176-959-2.
- Tucker, M. J., The Life of Thomas Howard, Earl of Surrey and Second Duke of Norfolk, 1443–1524, 1964.
- White, R. H. , "The Battle of Flodden", in Archaeologia Aeliania, vol. 3, 1859 and White's List[깨진 링크] in Archaeologia Aeliana or Miscellaneous Tracts. Vol.6. pub.1862.

### 플로든 500주년 기념 프로젝트
- http://www.flodden1513.com/
- Flodden 1513 communities Ecomuseum project
- Flodden 1513, the remembering Flodden project
- Flodden 500 years anniversary (2013): Follow the community archaeological project excavating in and around Flodden battlefield
- The Flooers O’ The Forest Greentrax Recordings compilation CD of songs and music of Flodden.
- www.iFlodden.info